# Марсенаро, Нельсон Луис
Нельсон Луис Марсенаро (исп. Nelson Luis Marcenaro; 4 сентября 1952, Монтевидео — 13 мая 2021, Монтевидео) — уругвайский футболист, защитник.

## Биография
Марсенаро начал заниматься футболом в 1966 году в молодёжном составе «Прогресо», через пять лет перешёл в основную команду. С 1972 по 1978 год выиграл пять чемпионатов и три Кубка Венесуэлы в составе «Португесы».
После того как в 1978 году «Пеньяроль» продал в «Реал Бетис» Карлоса Перуэну, уругвайскому гранду понадобился новый защитник. Интерес клуба привлёк Нельсон Марсенаро. Он провёл в составе «Пеньяроля» 5 сезонов, первые три из которых он вызывался в национальную сборную. Последние два года в клубе были омрачены травмами. Марсенаро в 1984 году выступал за «Серро», а завершил карьеру в следующем году в эквадорском «Эмелеке».
Первым международным турниром для Марсенаро стал Кубок Америки по футболу 1979. Уругвай обменялся победами с зеркальным счётом 2:1 с Эквадором и дважды сыграл вничью с Парагваем, в итоге не вышел из группы. Вторым интернациональным турниром с участием Марсенаро стал Золотой кубок чемпионов мира по футболу. В группе Уругвай обыграл Нидерланды и Италию с идентичным счётом 2:0. В финале Уругвай выиграл у Бразилии со счётом 2:1, однако Марсенаро на поле не выходил.
У Нельсона есть брат Роланд, который также был профессиональным футболистом и тренером. Братья являются племянниками Оскара Марсенаро, уругвайского тренера по физподготовке и главного тренера сборной Уругвая на чемпионате Южной Америки 1949 года.

## Титулы и достижения
- Чемпион Венесуэлы (5): 1973, 1975, 1976, 1977, 1978
- Обладатель Кубка Венесуэлы (3): 1973, 1976, 1977
- Чемпион Уругвая (4): 1978, 1979, 1981, 1982
- Победитель Лигильи: 1980
- Обладатель Кубка Либертадорес: 1982
- Финалист Кубка Либертадорес: 1983
- Обладатель Золотого кубка чемпионов мира: 1980/81